# Triumph TR
La serie TR (sigla di Triumph Roadster) è una gamma di vetture sportive (non tutte spider nonostante il nome) prodotte dalla Triumph Motor Company dal 1953 al 1981.

## Le TR1, TR2 e TR3 (1952-1962)
"È la peggior macchina che abbia mai guidato, una trappola mortale", affermò Ken Richardson, esperto collaudatore, dopo aver testato a lungo la Triumph TR 20 TS (successivamente rinominata "TR1"), il prototipo, praticamente definitivo, della nuova roadster della Casa inglese, esposto già al London Motorshow del 1952.
Questa esclamazione di Richardson, fatta davanti ai tecnici impietriti e al numero 1 di Triumph (Sir Black), ebbe, tuttavia, effetti positivi: fu invitato a testare lungamente l'auto e a contribuire ad eliminarne i difetti.

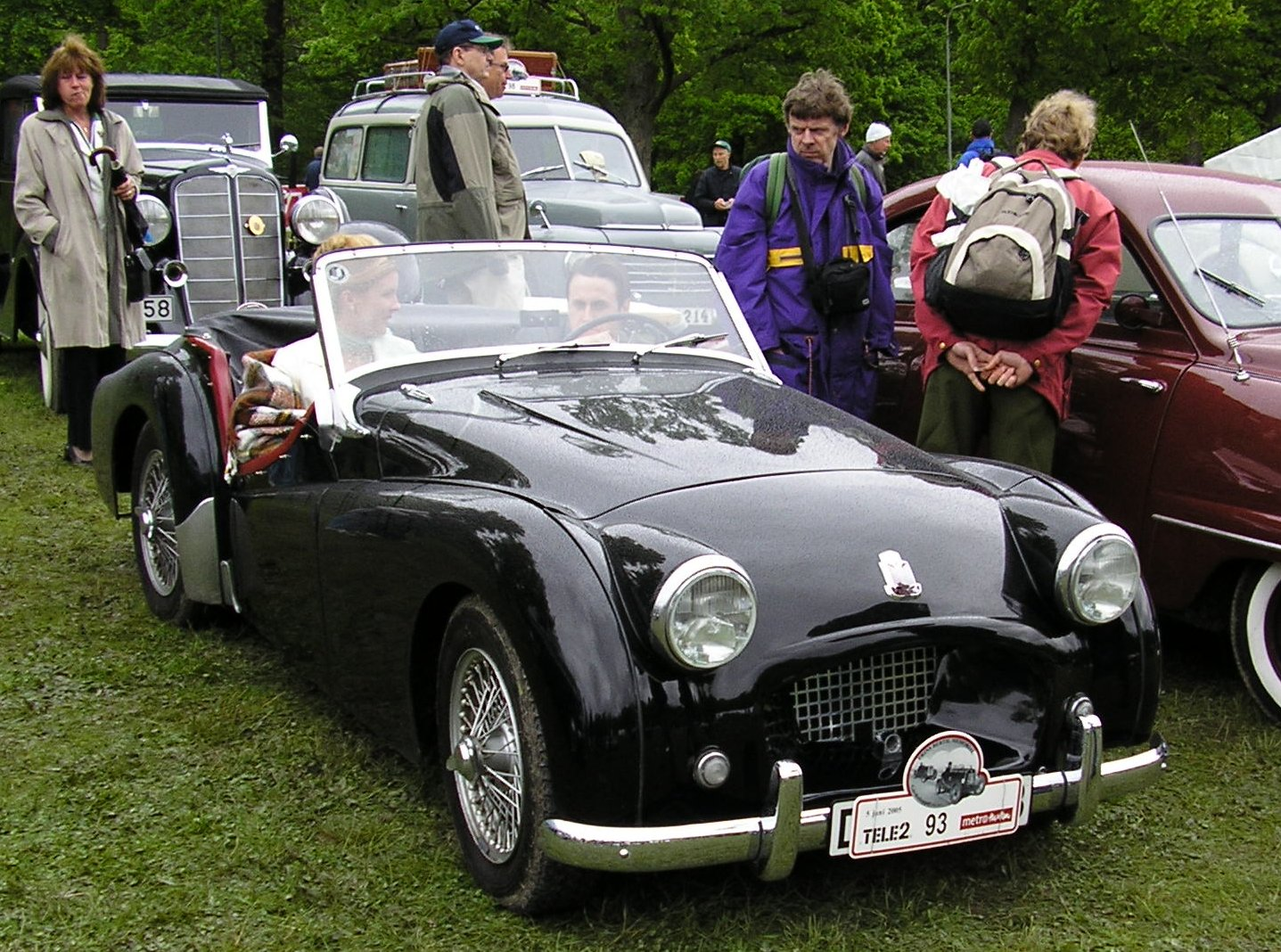
Triumph TR2

La nuova autovettura sportiva doveva essere quella del rilancio, ma l'esigenza di contenere i costi di produzione aveva imposto scelte obsolete: un telaio a longheroni e traverse separato dalla carrozzeria (più consono agli anni trenta che ai cinquanta), un impianto frenante con tamburi su tutte le ruote, un retrotreno ad assale rigido con balestre semiellittiche a foglia e un motore 4 cilindri in linea (con asse a camme laterale) che affondava le proprie radici in quello di un trattore Ferguson.
Il lungo lavoro di affinamento di Richardson e la linea riuscita fecero sì che al debutto (1953) la nuova spider, ora denominata TR2 venisse accolta con entusiasmo da pubblico. La linea, del resto, ricordava vagamente quella della Jaguar XK120 Convertible, pur non mancando di una sua originalità nel frontale (mascherina incassata) e nella fiancata (con le piccole portiere, prive di maniglie), ma il prezzo era assai inferiore.
Grazie al peso contenuto e alla corretta rapportatura del cambio manuale a 4 rapporti, il pur non entusiasmante motore, un 4 cilindri in linea di 1991 cm³, alimentato con 2 carburatori SU da 90cv, consentiva buone prestazioni. La trazione era, ovviamente, posteriore.
Nel 1956 venne introdotta la TR3. Nonostante il cambio di numero progressivo, le modifiche furono modeste: nuova mascherina, non più incassata, tergicristalli con ritorno automatico e motore potenziato a 95 CV. Grazie alla maggior potenza la TR3 toccava i 170 km/h. La Tr3 fu tra i primi modelli al mondo prodotti in serie ad aver installato dei freni a disco.

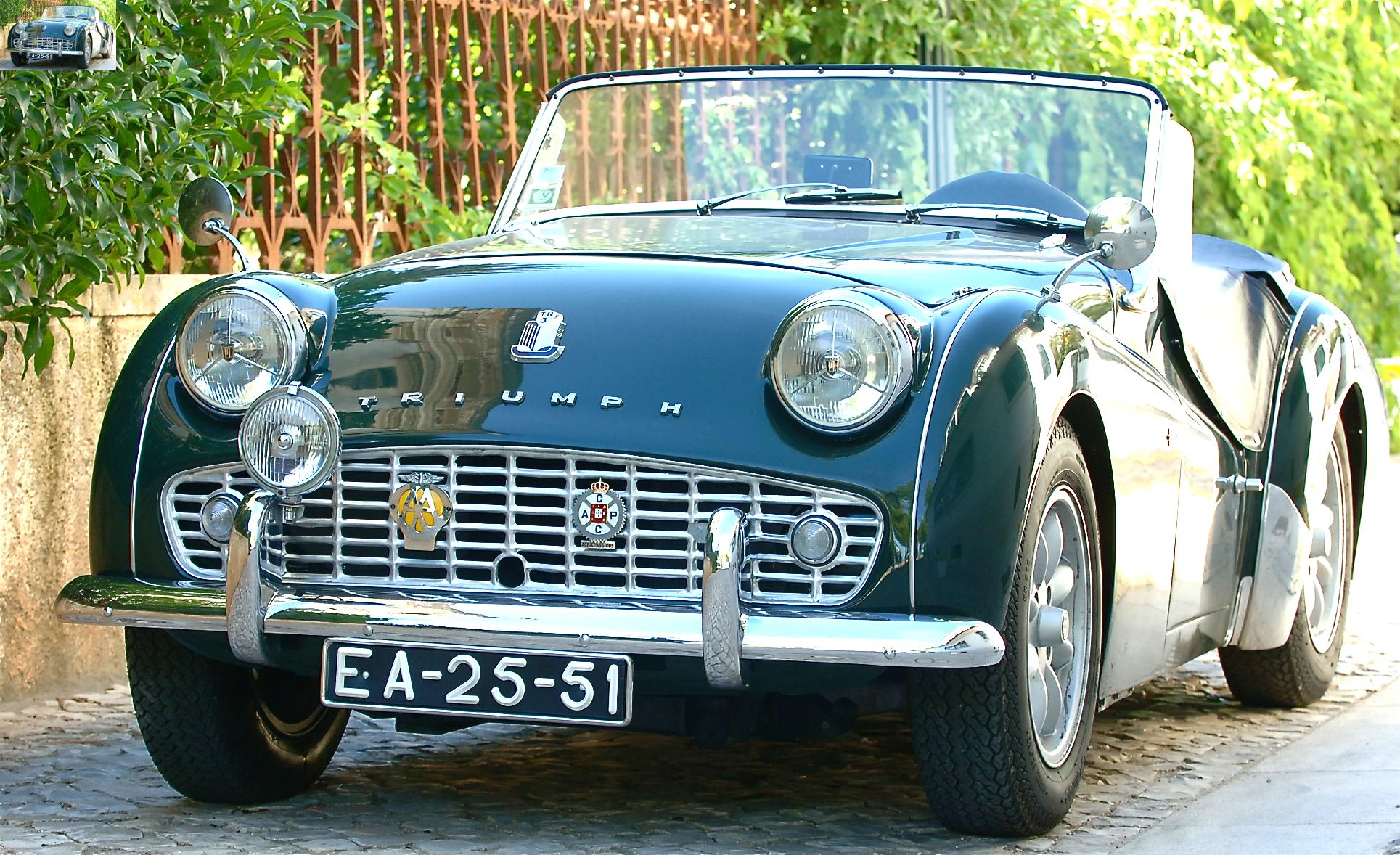
Triumph TR3 A

Nel 1958 venne lanciata la TR3 A, con mascherina più ampia, fari leggermente arretrati e maniglie di apertura delle portiere. La potenza del motore crebbe fino a 101 CV, assicurando al roadster inglese prestazioni, per l'epoca, eccellenti. Con questa vettura Andrea De Adamich, Richard Attwood e Timo Mäkinen iniziarono la loto carriera automobilistica. Le TR3A sono poi le protagoniste di film di successo a cavallo tra gli anni cinquanta e sessanta: ne La dolce vita con al volante Marcello Mastroianni (che ne acquistò poi una per sé) ed anche in Le piace Brahms? con Ingrid Bergman, Anthony Perkins ed Yves Montand.
L'ultima evoluzione del modello fu la TR3 B del 1962, con motore maggiorato a 2138 cm³ (potenza 105cv, già optional nella TR3A) e cambio della "TR4".
Il modello uscì di scena nello stesso anno, quando era stata già lanciata una roadster completamente nuova: la TR4.
Dalla TR3 A la carrozzeria torinese Vignale su design di Giovanni Michelotti, derivò una versione coupé, la: Italia (Triumph Italia 2000 Coupé), costruita dal 1959 al 1962 in 329 esemplari.
Da precisare infine che le denominazioni TR3A e TR3B non sono mai state ufficialmente adottate dalla Triumph Motor Company, ma sono derivate dall'uso comune; in particolare la A nella TR3A stava per America, essendo questo modello rivolto in gran parte per il mercato d'oltremanica.

## Le TR4 e TR5 (1961-1969)

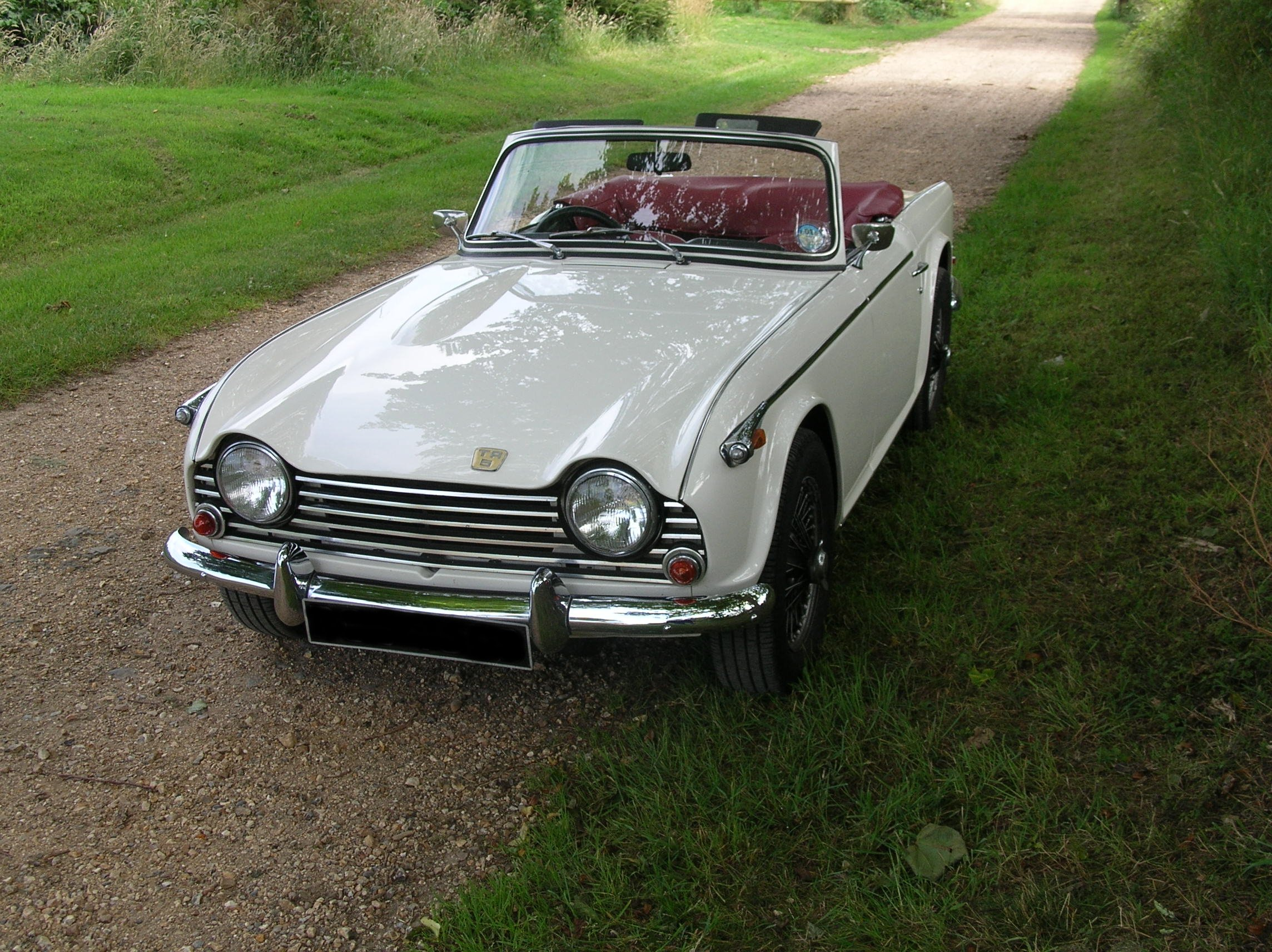
Triumph TR5

Nel 1961 venne introdotta una nuova generazione di roadster: le TR4.
Il telaio, sempre separato dalla carrozzeria, era lo stesso delle precedenti TR ma con passo leggermente allungato e portato da 2,23 m a 2,27 m, così come il motore (sempre il 4 cilindri in linea) ed il cambio (a 4 rapporti con overdrive su 3º e 4º), mentre la linea (opera di Giovanni Michelotti) era completamente diversa.
La TR4, apparve subito più moderna, meglio rifinita e più pratica delle precedenti TR3: il bagagliaio era assai più ampio, la capote in tela più facile da manovrare ed inoltre la vettura poteva essere dotata di un comodo hard-top. Inoltre sulla TR4 veniva anche fornito a richiesta un lunotto posteriore rigido chiamato "Surrey Top", con funzione di frangivento posteriore e di supporto per l'hard-top vinilico che offre un migliore comfort nei mesi invernali e prefigurava esteticamente la silhouette delle successive vetture Targa, di gran moda tra le tipologie automobilistiche sportive degli anni settanta..
Il motore era un 4 cilindri (sempre con albero a camme laterale) di 2138 cm³ da 102cv SAE a 5000/giri (circa 95 cv DIN) alimentato da 2 carburatori monocorpo Stromberg, i freni anteriori erano a disco, la trazione era posteriore, mentre il retrotreno rimaneva ad assale rigido.
L'impiego dell'auto in gara da parte di molti clienti e i piani di sviluppo della Casa (che prevedevano l'adozione di motori più potenti) indussero la Triumph a realizzare nel 1965 la TR4A nelle versioni TR4A per il mercato USA e TR4A IRS con retrotreno a ruote indipendenti (IRS stava per Independent Rear Suspension) per l'Europa.

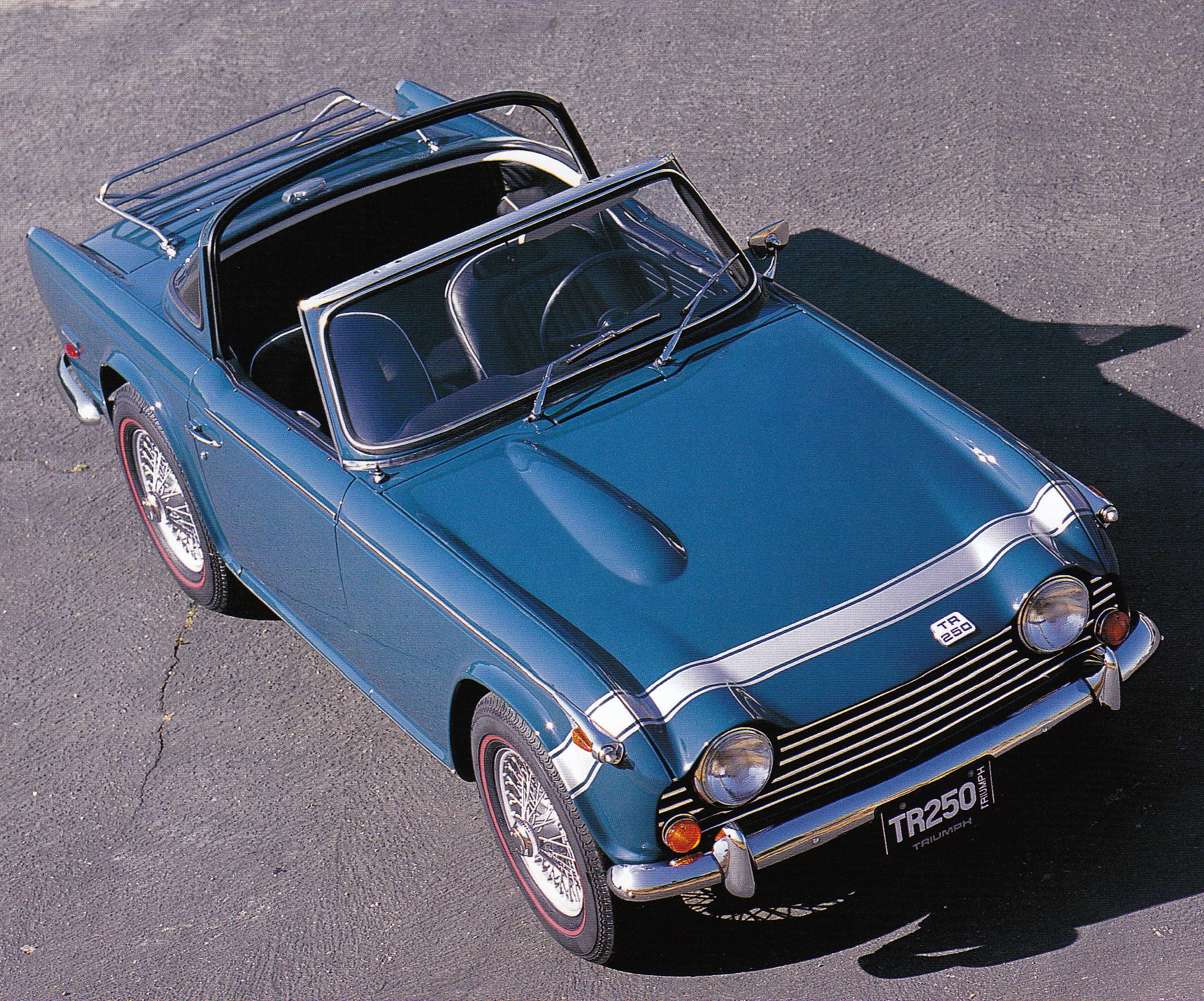
Triumph TR250 Surrey Top

 La TR4A aveva un telaio completamente ridisegnato ed inoltre una serie di modifiche di dettaglio a interni e carrozzeria, tra le quali una nuova griglia frontale, l'applicazione delle frecce laterali sulle fiancate con strisce longitudinali cromate e un nuovo stemma sul cofano motore. Il cruscotto veniva inoltre fornito anche in legno con strumenti con cornici cromate. Pur restando invariata la potenza (102 cv SAE) era stata migliorata la ripresa perché adesso tale potenza era disponibile a 4750/giri min. Questo fu possibile grazie all'adozione di nuovi collettori e nuove marmitte con scarichi separati.
Nel 1967 la TR4 A IRS venne rimpiazzata dalla TR5 PI (petrol injection), dotata di motore a 6 cilindri di cilindrata 2498 cm³, impianto di iniezione meccanica indiretta Lucas (prima vettura di serie inglese ad adottare l'alimentazione a iniezione) potenza di 150cv SAE a 5500/giri min. (145 DIN) (ma la versione USA, denominata TR250 rimaneva alimentata con 2 carburatori Stromberg, con potenza inferiore, 111 cv SAE a 4.500 giri min.
Esteticamente la TR5 era praticamente identica alla TR4 A IRS, ma all'interno le finiture erano state ulteriormente migliorate.
La produzione della TR5 cessò nel 1969, col lancio della TR6.

## La TR6 (1968-1976)

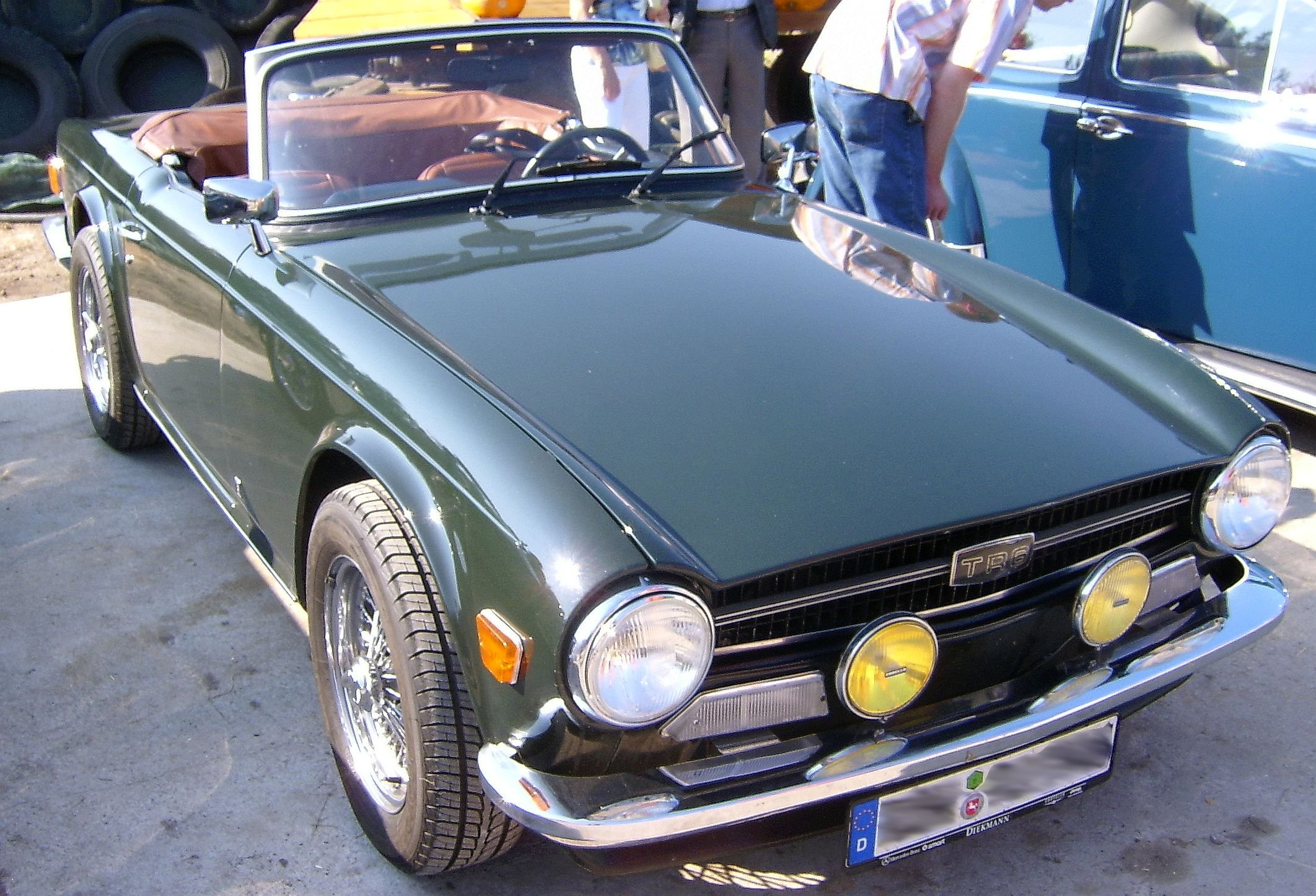
Triumph TR6

La TR6, prodotta dal novembre 1968 per il mercato USA e dal gennaio 1969 per quello europeo, era un restyling della precedente TR5, operato dalla carrozzeria tedesca Karmann, nota soprattutto per la costruzione di cabriolet per conto della Volkswagen. A cambiare furono il frontale (completamente rivisto), la coda (più massiccia e squadrata), i paraurti, il disegno dell'hard top e gli interni. La parte centrale della carrozzeria (comprese le portiere) rimase invece invariata, come l'intera meccanica (incluso il 6 cilindri a iniezione Lucas da 150cv SAE-145 DIN).
Per il mercato USA il motore della vettura, per adeguamento alle severe norme sulle emissioni dei motori, era alimentato da 2 carburatori Stromberg (come nella TR250), differenziandosi per questo dalla più potente versione PI (petrol injection) europea. La versione americana sviluppava infatti dapprima 104cv SAE e poi dal 1972 106cv SAE. Nel 1973, a causa della crisi petrolifera, la potenza della versione PI venne ridotta a 125cv, a seguito di modifiche sull'albero a camme e del nuovo sistema di iniezione.
Il facelift aveva modernizzato la linea della roadster (comunque obsoleta col suo telaio separato dalla carrozzeria), togliendole però buona parte della precedente eleganza. Nonostante ciò, parafanghi leggermente allargati e linee spigolose e squadrate si rivelarono vincenti, conferendo alla vettura un aspetto piacevolmente aggressivo.
La TR6 ebbe infatti un grande successo, ne furono costruite più di 94.600 esemplari, di cui il 91% esportate all'estero (soprattutto USA), uscì di listino nel 1976.

## La TR7 e la TR8 (1975-1981)

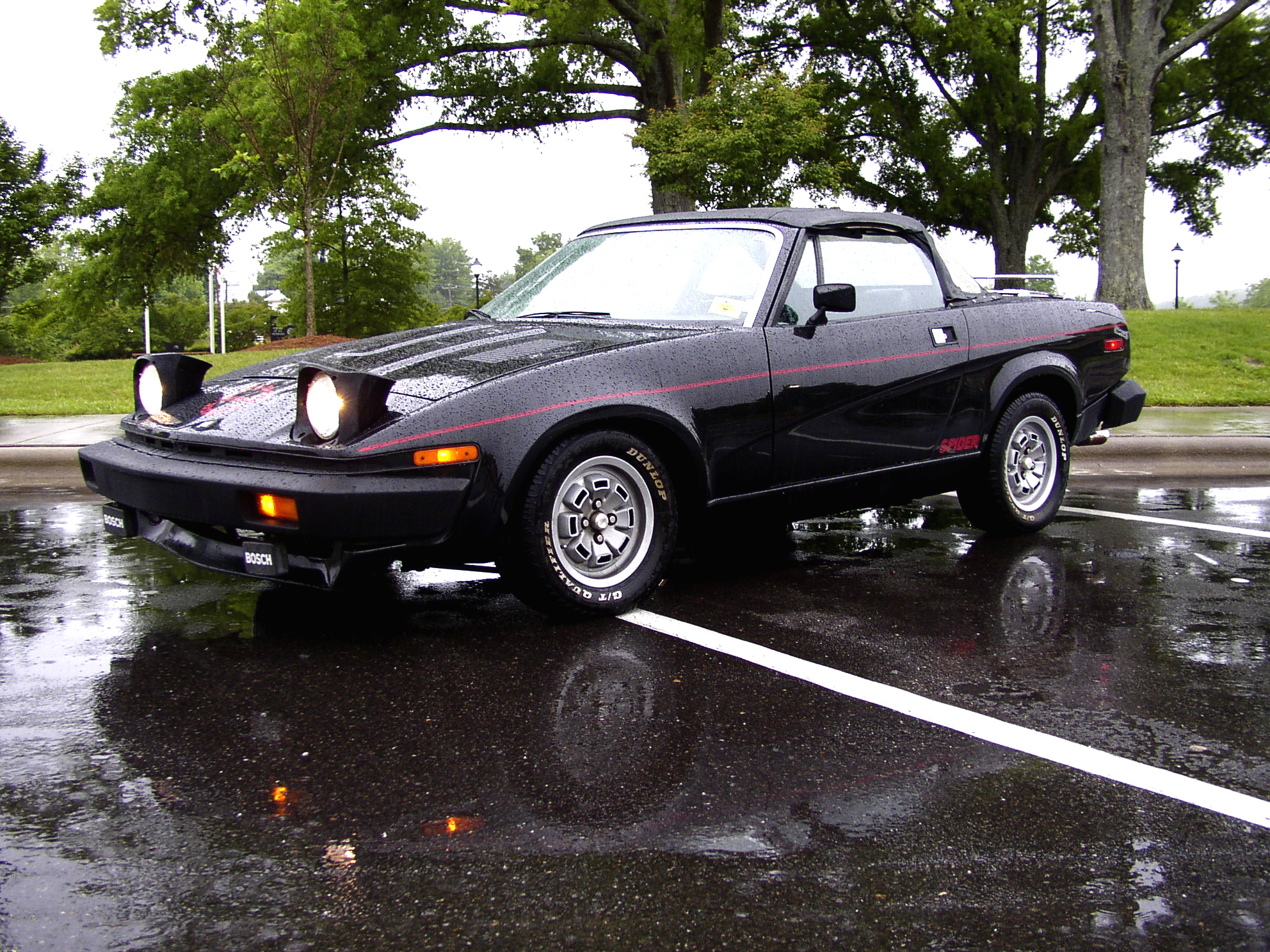
Triumph TR7

A metà degli anni settanta la British Leyland (di cui faceva parte la Triumph, raggruppata con Rover e Jaguar nella Special Division), avviò la progettazione di una sportiva totalmente nuova in grado di sostituire al contempo le MG B e le Triumph TR6. La linea della nuova vettura venne realizzata dallo stilista Harris Mann dello studio "Longbridge".
La crescente attenzione per la sicurezza, la congiuntura poco favorevole alle vetture sportive e la crisi finanziaria della BL, suggerirono di limitare lo sviluppo alla sola versione coupé a 2 posti. Se la meccanica non concedeva molto alle novità (a parte la sospensione posteriore a ruote indipendenti con doppi bracci), la linea era totalmente nuova e originale ed anche gli interni erano molto moderni, sebbene privi di qualsiasi riferimento alla tradizione Triumph, per questo la TR7 non viene considerata dagli appassionati appartenente alla gloriosa dinnastia delle Triumph Roadster, poiché troppo è il distacco con le linee e gli interni classici.
La sicurezza era molto curata, con una robusta struttura scatolata che rinforzava i montanti del tetto e la scocca (finalmente di tipo portante, integrata nel telaio) a deformazione controllata. Meno esaltante la scelta del motore, il 4 cilindri monoalbero in testa alimentato a carburatori di 1998 cm³, in configurazione a 8 valvole da 105cv, abbinato ad un cambio era manuale a 5 marce. La trazione rimaneva sulle ruote posteriori, mentre l'impianto frenante restava di tipo misto.

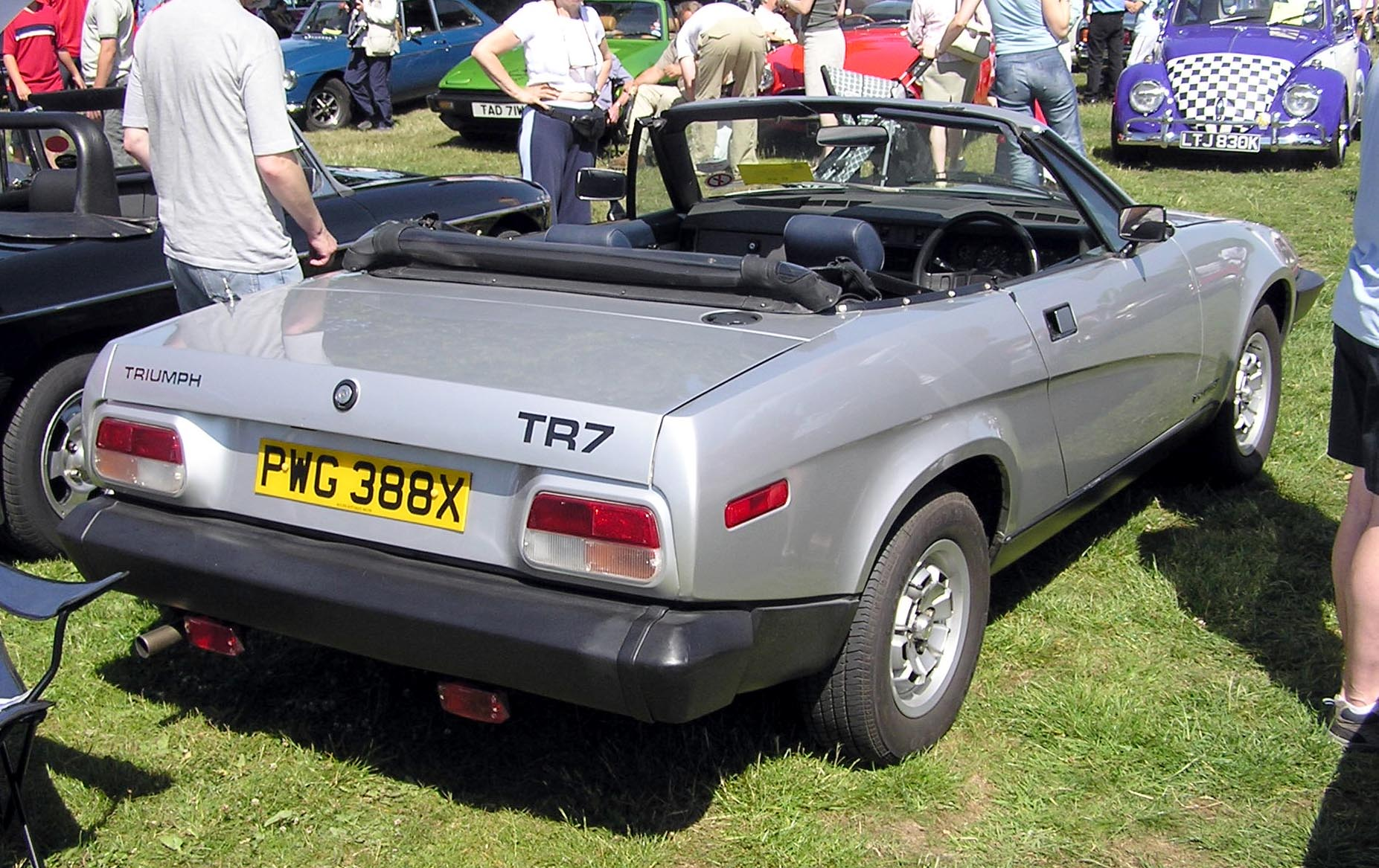
Posteriore della TR7

Ma il punto debole della TR7 (questo il nome della vettura, nonostante fosse una coupé), era la linea: originale ma poco riuscita, con quel tetto che sembrava posticcio (sembrava quasi un hard top) e quel montante posteriore verticale e rivestito in plastica nera. Quando la vide, per la prima volta al Salone dell'Automobile di Ginevra del 1975, Giorgetto Giugiaro, in visita allo stand Triumph, non voleva credere fosse un modello definitivo da produrre in serie. La produzione, invece, partì davvero nel 1976, ma la vettura non ebbe il successo sperato. Per correre ai ripari venne approntata una versione "Estate" ed un Coupé 4 posti denominato "Linx". Entrambe le versioni si fermarono allo stadio di prototipo definitivo, senza raggiungere la produzione di serie. Della "TR7 Estate" vennero costruiti alcuni esemplari dal carrozziere Crayford. L'ultimo "esperimento" fu di affidare un nuovo progetto a Giovanni Michelotti, il quale approntò la "TR7 Broadside", un Coupé 4 posti di piglio particolarmente sportivo e linea cuneiforme. In fase di realizzazione del prototipo, il bozzetto originale venne talmente stravolto da risultare irriconoscibile e, sostanzialmente, impresentabile. Come amava ripetere il grande stilista, "il cammello è la forma assunta dal cavallo dopo la riunione dei direttori". Egualmente infruttuoso si rivelò il tentativo di rilanciare il modello installando sotto il cofano il solito V8 Rover di 3,5 litri da 150cv, dando vita, nel 1978, alla TR8.
Quando nel 1979 venne presentata la versione spyder, molti pensarono ad un pronto riscatto del modello: eliminato quell'orrendo tetto la vettura risultava elegante e moderna. Tuttavia quando venne avviata la commercializzazione in Europa (marzo 1980) era troppo tardi e anche la bella TR7 Roadster, con motore 2 litri da 105cv, non ebbe il successo sperato.
Nonostante ciò della TR7 ne furono costruiti oltre 112.000 esemplari, mentre della TR8 2.750, battendo il record delle TR6 (94.600). La produzione cessò nel 1981.

## Le versioni USA

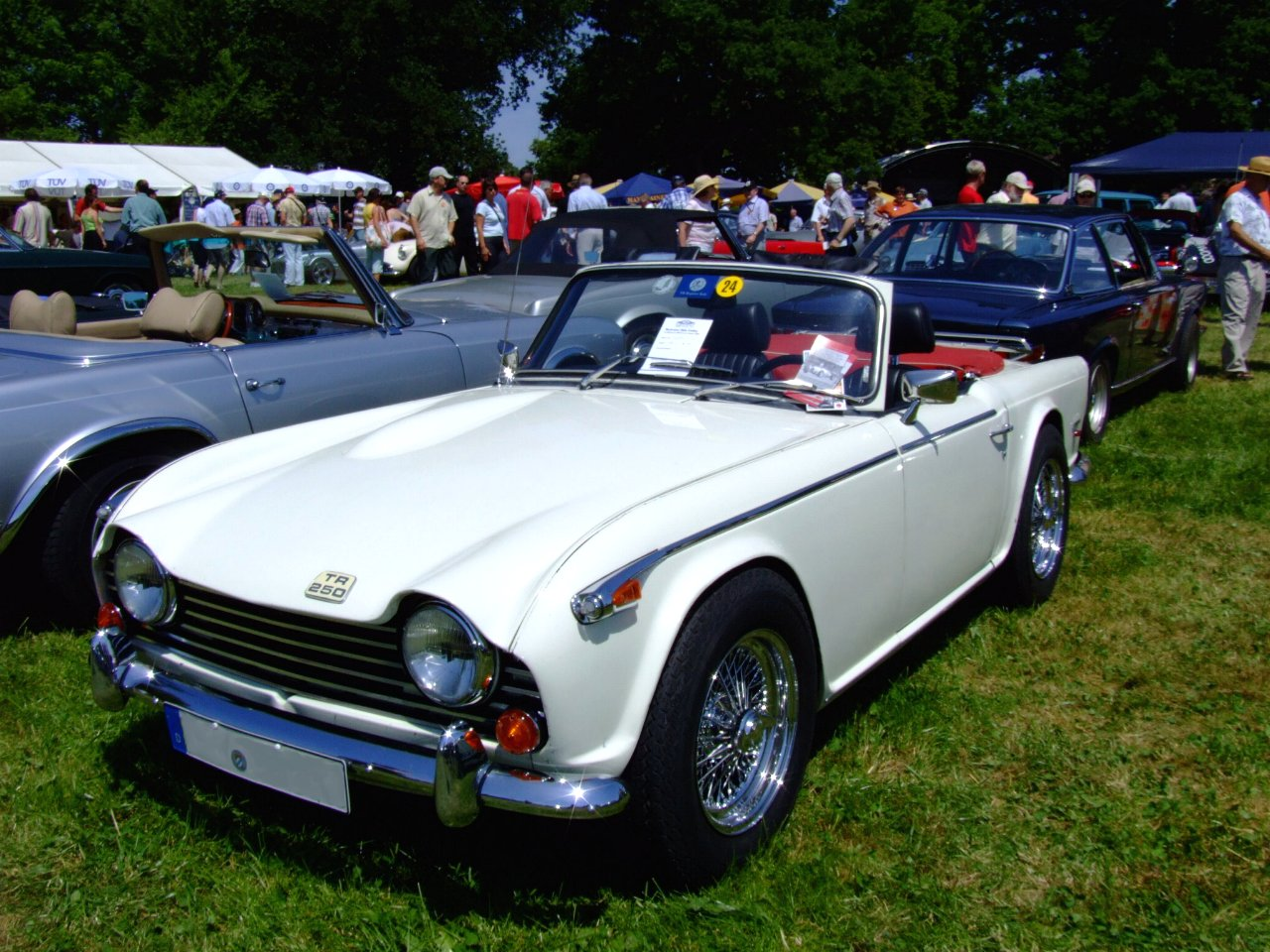
Triumph TR 250

A partire dal 1965 le versioni destinate al mercato degli Stati Uniti, si differenziavano dalle corrispondenti versioni europee.
La TR4 A per gli USA manteneva il retrotreno ad assale rigido, a differenza della TR4 A IRS per l'Europa che era equipaggiata con un retrotreno a ruote indipendenti. La TR250, versione USA della TR5 PI, aveva motore a carburatori (anziché a iniezione) da 110cv, rostri sui paraurti e sterzo più demoltiplicato, mentre la TR6 d'oltreoceano aveva i soliti rostri di gomma nera ai paraurti e motore a carburatori da 104cv.
Anche la TR7 americana presentava paraurti maggiorati (ad assorbimento d'urto), motore depotenziato a 90cv (76 in California, dove le norme antinquinamento erano più severe), sterzo servoassistito e, a richiesta, cambio automatico a 3 rapporti. La TR7 Roadster venne commercializzata sul mercato statunitense nel luglio del 1979, quasi un anno prima che in Europa.

## La produzione
La produzione complessiva di Triumph TR ammonta a 373.458 unità (contro le oltre 512 000 MG B, costruite in un arco temporale simile). La suddivisione fra modelli fu:
- TR2: 8.628 esemplari
- TR3: 74.944 esemplari (di cui 58.236 in versione TR3A)
- TR4: 68.718 esemplari (di cui 28.465 di tipo IRS)
- TR5: 11.431 esemplari (incluse le TR250)
- TR6: 94.619 esemplari[2]
- TR7: 112.368 esemplari (incluse le TR7 Roadster)
- TR8: 2.750 esemplari